# AKS Wyzwolenie Chorzów
Maillots
L'AKS Wyzwolenie Chorzów est un club de football polonais fondé en 1910 et basé à Chorzów. Il évolue actuellement en cinquième division.

## Histoire

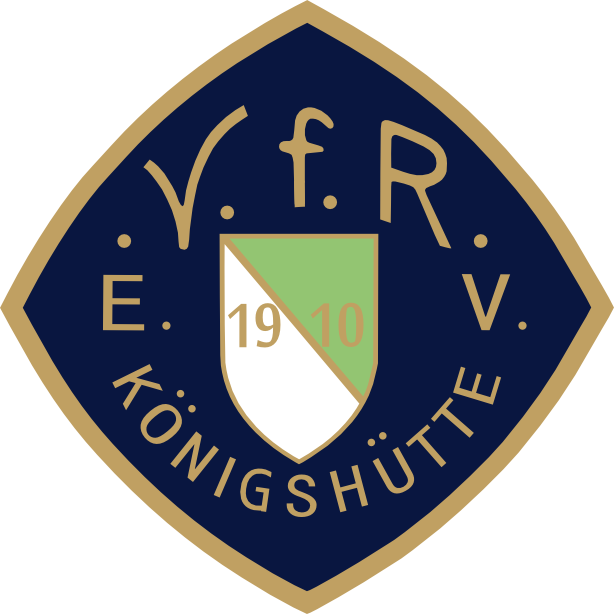
Logo du VfR Königshütte.

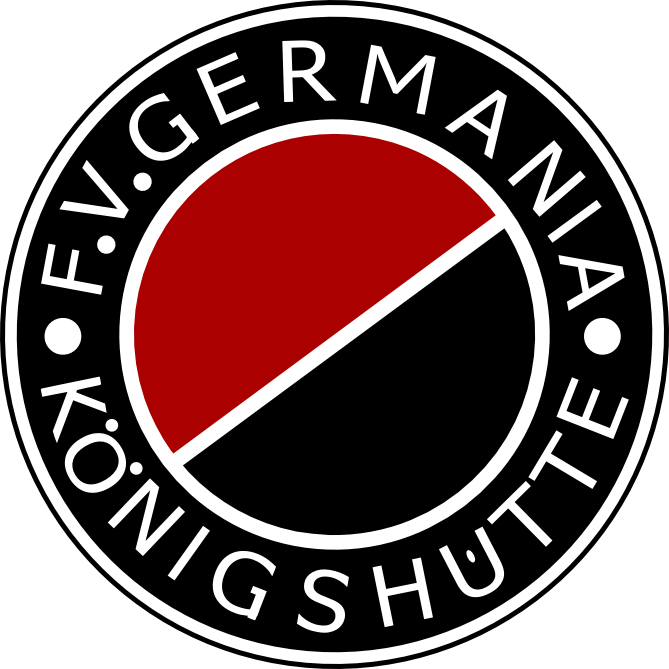
Logo du FV Germania Königshütte.

Le club a été fondé le 22 août 1910 à Königshütte, alors ville allemande, sous le nom de Verein für Rasenspiele Königshütte. Une dizaine d'années plus tard, la ville devient pour la première fois polonaise, et le club est renommé tout d'abord Amatorski Klub Sportowy (AKS) Krolewska Huta et plus tard AKS Chorzów.
En 1925, il intègre pour la première fois le championnat de Pologne et finit à la troisième place du groupe sud, place qui ne le qualifie pas pour le groupe final. Replacé en Klasa A, l'AKS Chorzów affronte durant dix ans des clubs silésiens, avant de finir premier de son groupe en 1936. Tout juste promu en Liga, le club de Chorzów, qui partage son stade du Wyzwolenia Hill avec son voisin le Ruch Chorzów, atteint la deuxième place du classement, à deux points du Cracovia, grâce à son attaquant Jerzy Wostal, meilleur buteur du championnat.
En 1940, quatre ans après son entrée en Liga, le club redevient allemand pour cause de Seconde Guerre mondiale et réintègre la division régionale sous le nom de Fußball Verein Germania Königshütte. Lors de ses quatre saisons en Gauliga, Chorzów remporte à chaque fois le titre. Dès la fin de la guerre, le club reprend son ancien nom et redémarre en première division polonaise. Troisième lors de la première saison, l'AKS Chorzów récidive l'année suivante. En 1951, le club silésien change de nom et devient le Budowlani Chorzów. Trois ans plus tard, le Budowlani connaît la relégation et retombe en II liga. À partir de cette date, le club descend à de nombreuses reprises dans les divisions inférieures.
Dans les années 1990, le club fusionne avec le Chorzowianka Chorzów pour donner l'AKS Wyzwolenie Chorzów.
Actuellement, le Wyzwolenie Chorzów évolue en IV liga, cinquième division du pays.

## Palmarès
- Championnat de Pologne :
  - Vice-Champion (1) : 1937
- Championnat de Gauliga Haute-Silésie :
  - Champion (3) : 1942, 1943, 1944